# Empire Awards per il miglior regista britannico
Gli Empire Awards per il miglior regista britannico sono un riconoscimento cinematografico inglese, votato dai lettori della rivista Empire. Il premio viene consegnato annualmente dal 1997 al 2001, oltre all'edizione del 2005.

## Vincitori e candidati
I vincitori sono indicati in grassetto.

### 1990
- 1997
  - Danny Boyle - Trainspotting

- 1998
  - Anthony Minghella - Il paziente inglese (The English Patient)

- 1999
  - Peter Howitt - Sliding Doors
  - Shane Meadows - Ventiquattrosette (Twenty Four Seven) 
  - Guy Ritchie - Lock & Stock - Pazzi scatenati  (Lock, Stock and Two Smoking Barrels)
  - Nick Hamm - Martha
  - Ken Loach - My Name Is Joe

### 2000
- 2000
  - Roger Michell - Notting Hill

- 2001
  - Guy Ritchie - Snatch - Lo strappo (Snatch)
  - Sam Mendes - American Beauty
  - Stephen Daldry - Billy Elliot
  - Peter Lord e Nick Park - Galline in fuga (Chicken Run)
  - Ridley Scott - Il gladiatore (Gladiator)

- 2005
  - Matthew Vaughn - The Pusher (Layer Cake)
  - Shane Meadows - Dead Man's Shoes
  - Roger Michell - L'amore fatale (Enduring Love)
  - Edgar Wright - L'alba dei morti dementi (Shaun of the Dead)
  - Paul Greengrass - The Bourne Supremacy